# Teorema d'isomorfisme d'extensió
En teoria de cossos, una branca de les matemàtiques, el teorema d'isomorfisme d'extensió és un teorema important sobre l'extensió d'un isomorfisme entre cossos a un cos més gran.

## Enunciat
El teorema afirma que donat un cos qualsevol {\displaystyle F}, una extensió algebraica de cos {\displaystyle E} de {\displaystyle F} i un isomorfisme {\displaystyle \phi } que va surjectivament de {\displaystyle F} al cos {\displaystyle F'}, {\displaystyle \phi } es pot estendre a un isomorfisme {\displaystyle \tau } d'{\displaystyle E} surjectivament a l'extensió algebraica {\displaystyle E'} de {\displaystyle F'} (un subcòs de la clausura algebraica de {\displaystyle F'}).
La demostració del teorema d'isomorfism d'extensió requereix donar com a vàlid el lema de Zorn.